# Dębniak (Żukowo)
Dębniak – część wsi Żukowo w Polsce, położona w województwie pomorskim, w powiecie kartuskim, w gminie Żukowo. Wchodzi w skład sołectwa Żukowo-Wieś.
W latach 1975–1998 Dębniak administracyjnie należał do województwa gdańskiego.